# Lotononis cytisoides
Lotononis cytisoides är en ärtväxtart som beskrevs av George Bentham. Lotononis cytisoides ingår i släktet Lotononis och familjen ärtväxter. Inga underarter finns listade i Catalogue of Life.